# All of Us Strangers
All of Us Strangers (bra: Todos Nós Desconhecidos) é um filme britânico de drama e fantasia dirigido por Andrew Haigh. Estrelado por Andrew Scott, Paul Mescal, Claire Foy e Jamie Bell, é uma adaptação solta do romance de 1987 Strangers de Taichi Yamada. Haigh escreveu o roteiro. É a segunda adaptação cinematográfica do romance, depois do filme japonês de 1988 The Discarnates, dirigido por Nobuhiko Obayashi. O filme foi lançado nos cinemas dos Estados Unidos em 22 de dezembro de 2023, pela Searchlight Pictures, e será lançado no Reino Unido em 26 de janeiro de 2024. No Brasil o filme será lançado no dia 29 de fevereiro de 2024.

## Premissa
Adam, um roteirista que vive em Londres, encontra seu misterioso vizinho Harry e depois descobre em sua casa de infância seus pais mortos há muito tempo com a mesma aparência que há 30 anos.

## Elenco
- Andrew Scott como Adam
- Paul Mescal como Harry
- Claire Foy como mãe de Adam
- Jamie Bell como pai de Adam

## Produção
As filmagens estavam em andamento no Reino Unido quando o filme e o elenco principal foram anunciados em 30 de junho de 2022. O anúncio atraiu perguntas nas mídias sociais sobre se o enredo envolve um romance entre os personagens de Andrew Scott e Paul Mescal. The Daily Beast achou isso provável, já que o personagem de Mescal corresponde a uma personagem feminina no romance original que tem um romance com o protagonista, e já que Haigh dirigiu anteriormente obras aclamadas com temas gays.